# SN 185
SN 185 — яскраве джерело світла, що спостерігалось на небі в 185 році нашої ери, ймовірно, наднова зоря. Ця «гостьова зоря» описана китайськими астрономами в Книзі Пізньої Хань (后汉书), а також, можливо, в римській літературі. Зоря спостерігалась між сузір'ями Циркуль і Центавр, приблизно в напрямку Альфи Центавра. Вона залишалась видимою у нічному небі протягом восьми місяців. Вважається, що це перша наднова, про яку існують записи.

## Історія
У Книзі Пізньої Хань дається такий опис:
У 2-й рік епохи Чжунпін [中平], 10-й місяць, у день Гуйхай [癸亥] [7 грудня 185 року], «зоря-гість» з'явилася в середині Південних воріт [南門] [астеризм, що складається з ε Центавра та α Центавра ], розмір був половина бамбукового килимка. Вона демонструвала різні кольори, як приємні, так і ні. Вона поступово зменшувалася. У 6-му місяці наступного року вона зникла.

## Особливості наднової
Газоподібна оболонка RCW 86, ймовірно, є залишком наднової від цієї події та має відносно великий кутовий розмір, приблизно 45 кутових хвилин (більше, ніж видимий розмір повного місяця, який змінюється від 29 до 34 кутових хвилин). Відстань до RCW 86 оцінюється в 2 800 парсеків (9 100 світлових років). Останні рентгенівські дослідження показують хорошу відповідність очікуваному віку.
Спостереження в інфрачервоному діапазоні за допомогою космічних телескопів Spitzer і WISE показали, що вибух наднової стався у майже порожній бульбашці в міжзоряному газі, яка, ймовірно, утворилась в результаті менш енергійних викидів с тієї самої зорі. Це дозволило оболонці наднової розширюватись, майже не відчуваючи спротиву оточуючого середовища і за відносно малий час зрости до нетипово великих розмірів.
Різні сучасні інтерпретації китайських записів про гостьову зорю призвели до досить різних припущень щодо астрономічного механізму, що стоїть за цією подією, від наднової з колапсом ядра до далекої комети, що рухалась дуже повільно, – з відповідно широким діапазоном оцінок видимої зоряної величини (від − 8 до +4). Останні результати космічного телескопу Чандра показують, що це, швидше за все, була наднова типу Ia (тип із постійною абсолютною зоряною величиною) і, отже, подібна до наднової Тихо (SN 1572), яка мала видиму зоряну величину −4 на подібній відстані.